# Raffaellino da Reggio

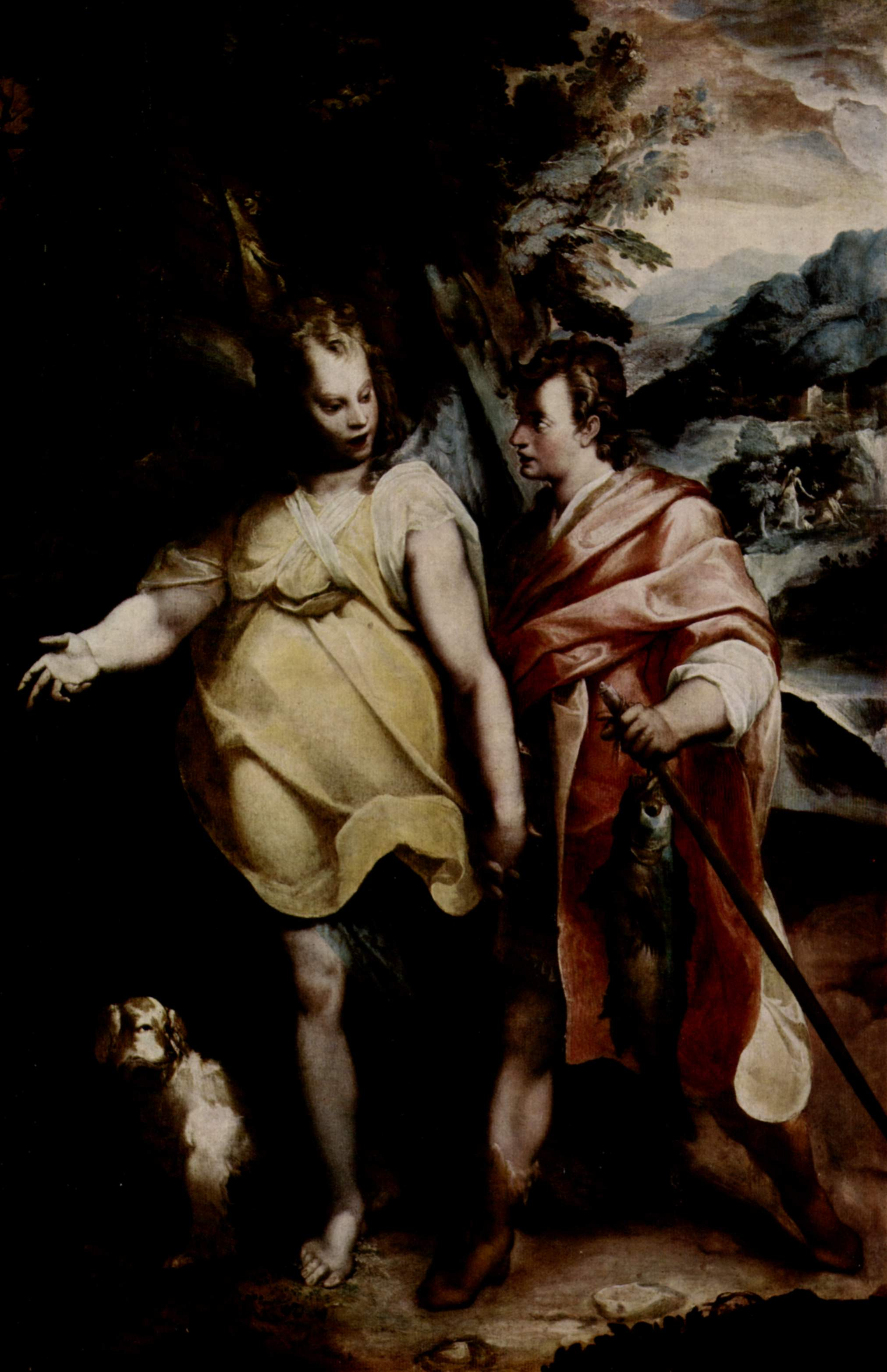
Tobias et l' Ange,Galerie Borghese, Rome.

Raffaellino da Reggio  ou  Raffaellino Motta (Codemondo, frazione de Reggio d'Émilie, 1550 - Rome, 1578) est  un peintre italien maniériste qui fut actif dans les années 1570 principalement à Rome.

## Biographie
Raffaellino da Reggio a été d'abord un élève de Lelio Orsi et a été actif à Rome de 1572 à 1578.
En 1572, comme assistant de Federico Zuccaro, il a collaboré à la réalisation de fresques représentant des scènes de la Vie de sainte Catherine en l'Église Santa Caterina dei Funari.
En 1575, il a peint à fresque avec Giovanni de' Vecchi la Sala del Mappamondo et la Camera degli Angeli à la Villa Farnèse de Caprarola.
Il a également peint une fresque du Christ devant Caïphe pour l'« Oratorio del Gonfalone ».
Il a aussi peint le Martyre des quatre Saints couronnés pour la Capella di San Silvestro dans l'église dei Quattro Santi Coronati à Rome et au Vatican (Loggia du pape Gregoire XIII (1575–1577) en collaboration avec Lorenzo Sabatini.
Au cours de sa courte vie, il a peint quelques toiles, dont un Tobias et l'Ange (Galerie Borghèse) et Diane et Actéon.
Il est mort à Rome en 1578.

## Œuvres
- Le Sommeil de l'Enfant Jésus, musée de l'Ermitage, Saint-Pétersbourg[3]
- Sainte Famille, tableau huile sur toile, musée de Varsovie.
- Tobias et l'Ange, (v. 1575–1576), tableau, huile sur toile, Galerie Borghese, Rome
- Diane et Actéon.
- Scènes de la vie de sainte Catherine (1572), (fresques), Église Santa Caterina dei Funari (en collaboration avec Federico Zuccaro).
- Martyre des quatre saints couronnés, fresque, Capella di San Silvestro, Basilique des Quatre-Saints-Couronnés, Rome.
- Le Christ devant Caïphe, fresque, Oratorio del Gonfalone, Rome.
- Décoration à fresque de la Sala del Mappamondo et la Camera degli Angeli, Villa Farnèse, Caprarola.
- Fresques, Loggia, Villa Lante della Rovere, Bagnaia.
- Fresques, Église San Silvestro al Quirinale
- Les Constellations, fresque, palais Farnèse, Rome.